# Caposelvi
Caposelvi, frazione del comune di Montevarchi, è un borgo sorto sulle rovine di un precedente castello che domina le pendici settentrionali delle colline che scendono alla sinistra del fiume Ambra, nel piano di Levane presso il torrente Trigesimo, detto anche di Caposelvi.

## Storia
Caposelvi o, a seconda delle diciture, Caposelvoli o addirittura Camposelvoli era uno dei tanti castelli dei Conti Guidi per la cui signoria pagavano un tributo di alto dominio ovvero di vassallaggio alla città di Arezzo.
Dal 1208, nell'ambito della riorganizzazione amministrativa dei possedimenti di famiglia, il conte Guido Guerra lo assegnò al Viscontato della Val d'Ambra e lo volle uno dei sei comuni cardine della regione come da Statuto della Val d'Ambra. Ma per poco perché "al termine dell'anno [...] 1230 udirono i Fiorentini i Castellani di Caposelvoli, forte situato tra Montevarchi e Bucine, aver danneggiato il contado di Firenze; per cui mossi ad ira vi andarono con l'esercito e non se ne partirono fino a che non l'ebbero per forza, spianandolo fino dalle fondamenta; e ciò fecero per essere il luogo della diocesi di Fiesole e del distretto di Firenze, poiché non avendo i Pisani né i Sanesi, popoli potenti, potuto contrastare con esso loro, aveva un luogo ignobile e a loro soggetto osato di fare scorrerie nel contado Fiorentino e di far lega ai danni loro con i popoli forestieri". Poi ricostruitolo, lo inglobarono nel territorio della Repubblica e ne fecero una delle postazioni militari chiave della frontiera con Arezzo.
Ma nel 1312 la guarnigione fiorentina di Caposelvi non poté nulla contro le forze dell'imperatore Arrigo VII che fece suo il castello e lo riconsegnò agli Aretini. Arezzo, però, lo riperse nel 1322. Infatti "nel detto anno, dì 7 di settembre, i Fiorentini riebbono il castello di Caposelvoli di Valdambra, il quale aveano tenuto gli Aretini dalla venuta dello 'mperadore e rendési a patti per certi del castello. Quegli della rocca si tennono alquanti dì attendendo soccorso dagli Aretini. I Fiorentini vi cavalcarono popolo e cavalieri per la qual cosa gli Aretini non ardirono di venire al soccorso, e feciono rendere la rocca".
Rimase saldamente in mano a Firenze fino al 1432 quando il capitano di ventura e avventuriero "Berardino della Carda, il quale con quattrocento lance s'era accordato col Duca, entrato l'undecimo giorno d'aprile nel contado d'Arezzo, incominciò a far molti danni alla Republica [...] onde egli prese prestamente Marciano et mancò poco che non togliesse Sansovino. Venne poi in Valdambra et sceso a Montevarchi occupò Caposelvi, Sanleolino e altre fortezze". Un fuoco di paglia: il castello venne riconquistato poco dopo, per conto di Firenze, da Niccolò da Tolentino e mai più ripreso.

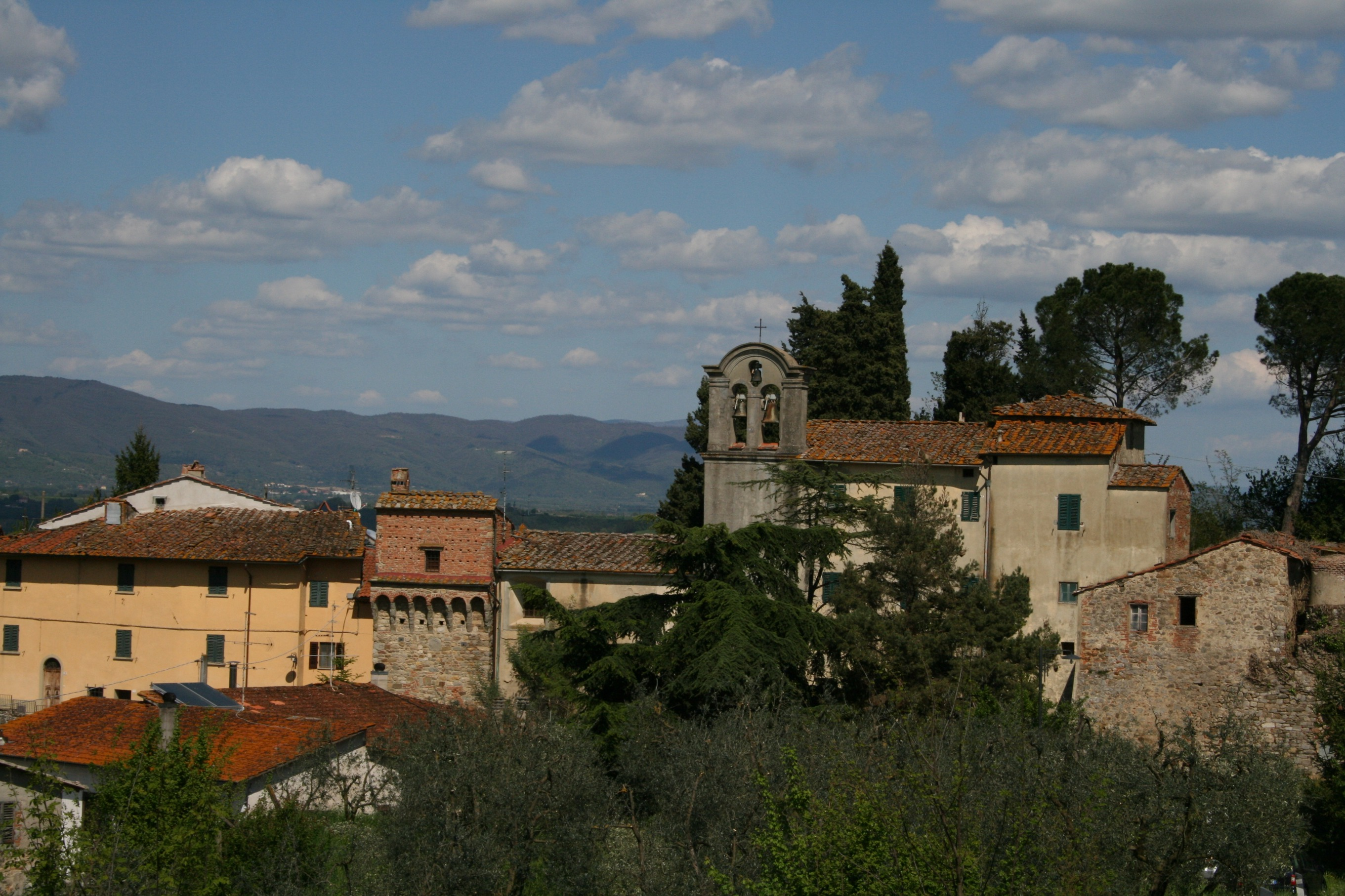
Caposelvi